# كسنزان (سقز)
قرية كس نزان (بالكردية: کەس نەزان) هي إحدى القرى التابعة لـذو الفقار في ريف قسم سرشيو من مقاطعة سقز، في محافظة كردستان الإيرانية.

## السكان
حسب إحصاءات سنة 2006، بلغ إجمالي السكان في كس نزان 498 نسمة وعدد المساكن 122 مسكن. لغة سكان كس نزان هي اللغة الكردية وهم من أهل السنة والجماعة والمذهب الشافعي.